# Leeberg (Pettendorf)

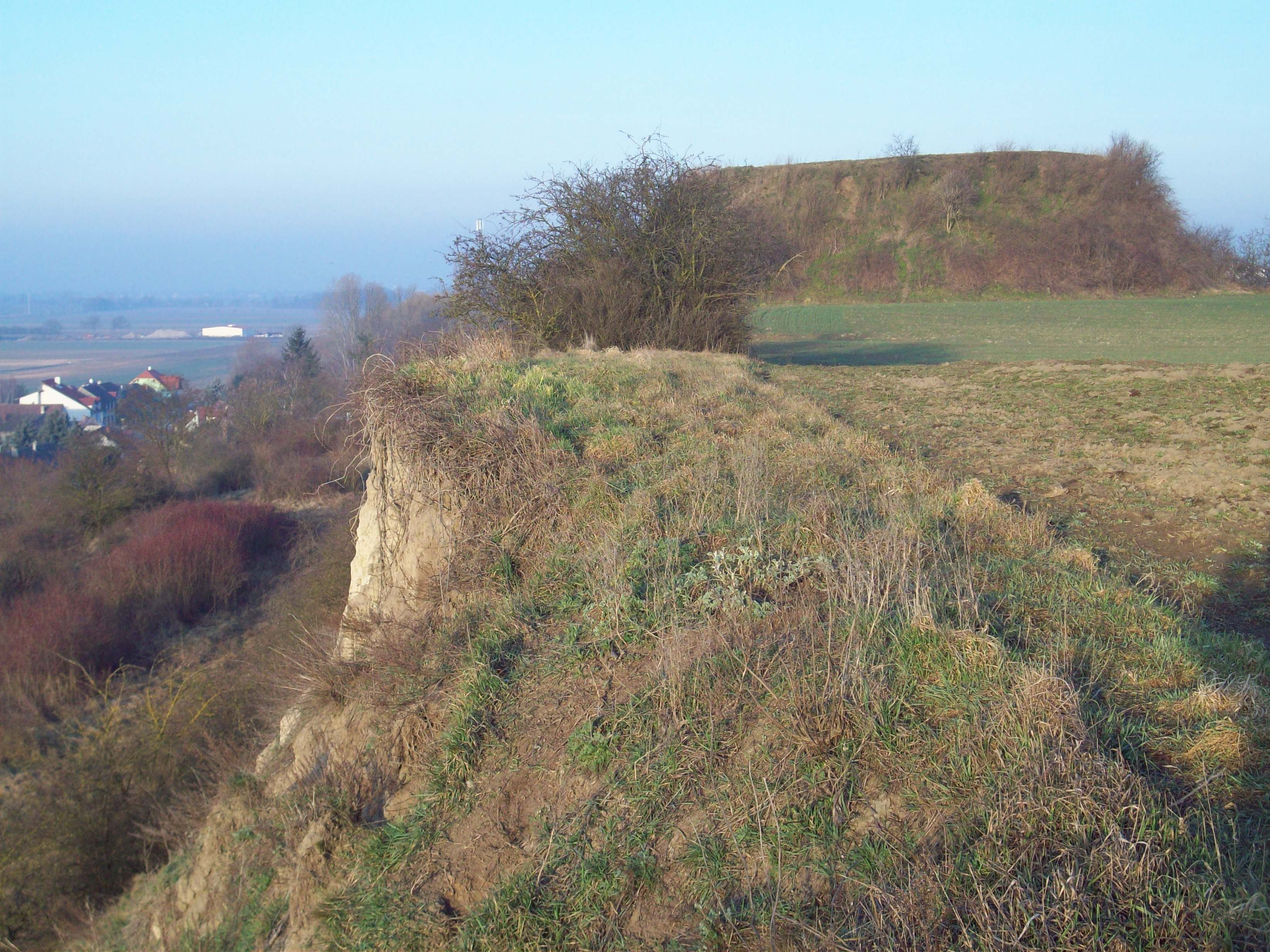
Leeberg: Hügelgrab am Wagram aus der Hallstattzeit. Im Mittelalter Hausberg mit Wehranlage

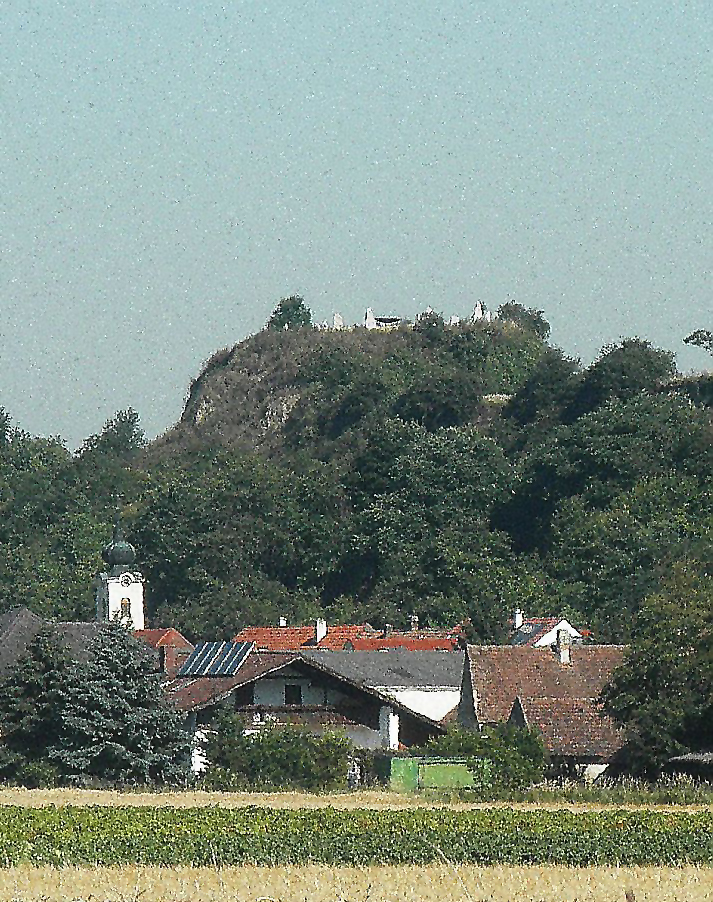
Tumulus in Pettendorf von Gaisruck aus gesehen 2014

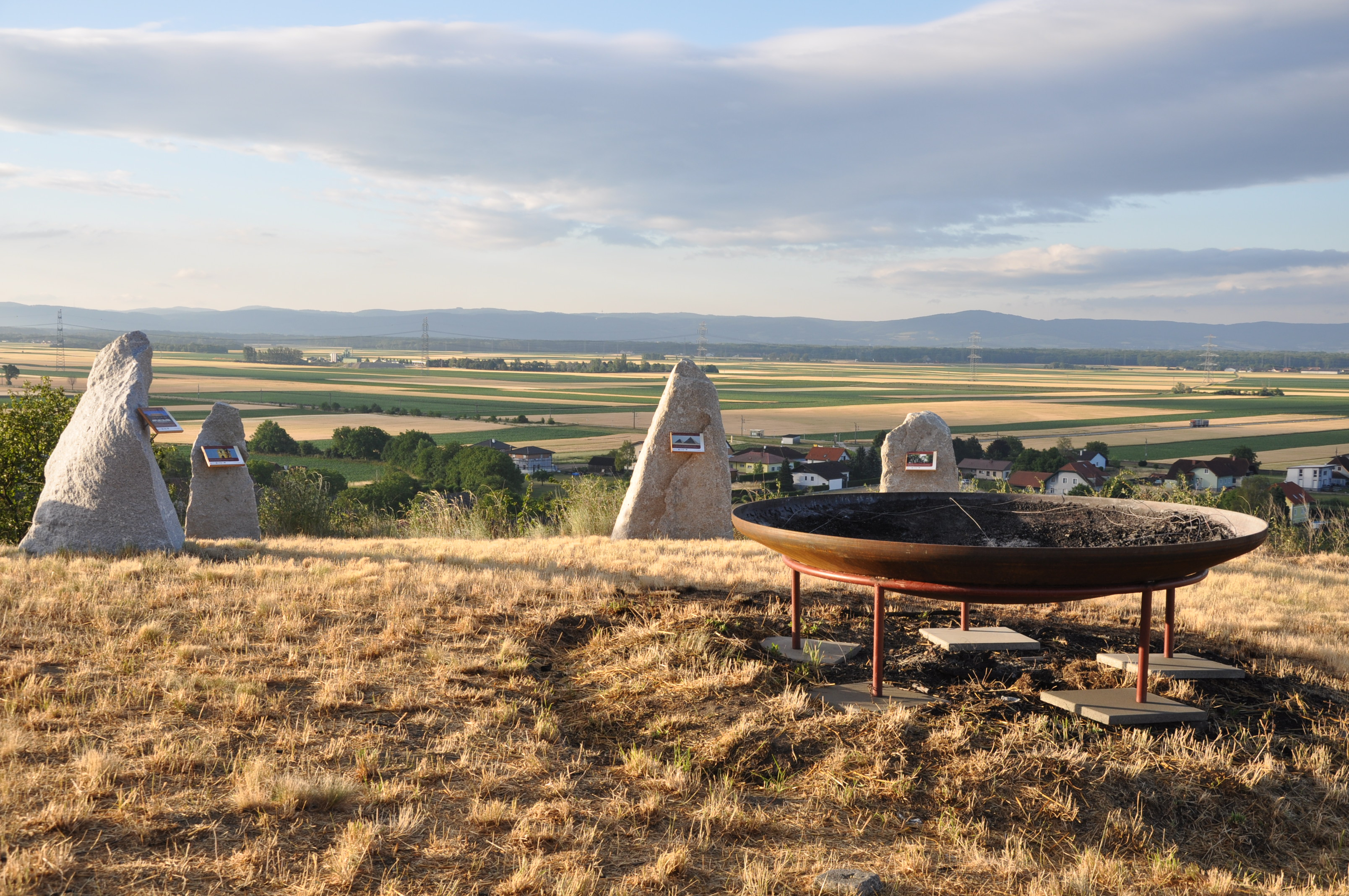
Tumulus in Pettendorf Neugestaltung der Kuppe 2014

Der Leeberg von Pettendorf in der Marktgemeinde Hausleiten im Bezirk Korneuburg in Niederösterreich ist ein unter Denkmalschutz stehendes Hügelgrab (lateinisch tumulus, Plural tumuli). Das Wort Leeberg bedeutet Totenhügel und bezeichnet eine Grabstätte. Leeberge gibt es im Weinviertel in mehreren Orten, der bedeutendste mit 16 m Höhe steht in Großmugl. Neueren archäologischen Erkenntnissen zufolge wird als Errichtungszeitraum die Hallstatt-Kultur (850 bis 450 v. Chr.) oder die nachfolgende Latènezeit angenommen.
In der Umgebung des „Leebergs“ wurden auch spätneolithische (um 2800 v. Chr.) Siedlungsobjekte festgestellt. Solche Funde wurden in früheren Jahren zu wenig beachtet, und es wurden keine gezielten Grabungen durchgeführt. Der „Leeberg“ von Pettendorf ist ein ca. 10 m hoher Kegelstumpf mit einer im Mittelalter gebildeten Plattform von ca. 25 m Durchmesser.

## Umgestaltung im Mittelalter
Der im Grundriss runde Leeberg von Pettendorf liegt auf einer Höhe von 219 m ü. A. und ragt rund 34 m über das darunterliegende Dorf Gaisruck und ca. 10 m über die nördlichen Felder auf. Der Tumulus wurde während der Hallstattkultur angeschüttet und noch nicht wissenschaftlich geöffnet. Auf dem Kegelstumpf ist eine im Mittelalter gebildete Plattform. Er wurde in dieser Zeit als Warte oder „Hausberg“ benützt.
Partielle Grabungen in den 1980er Jahren unter Ernst Lauermann ergaben, dass der Tumulus um diese Zeit abgeflacht wurde und eine Kreisrunde ca. 25 m im Durchmesser messende Oberfläche geschaffen wurde, die als Beobachtungs- und Verteidigungseinrichtung diente.

## Der Leeberg als Hausberg
Vermutlich erfolgte die Umbildung des Pettendorfer Leeberg durch Friedrich von Pettendorf (ca. 1070–1121), der 1108 als Bamberger „miles“ (lat. Soldat; hier: Vasall) belegt ist und der mit Heilica von Staufen verheiratet war. Heilica (ca. 1090–1112) war eine Tochter der Agnes von Waiblingen (1072 – 24. September 1143) aus deren ersten Ehe mit Friedrich von Staufen. Agnes heiratete 1106 Leopold III. aus dem Geschlecht der Babenberger.
Im Mittelalter wurden Kinder aus früheren Ehen in den Gesamtverband der neuen Familie integriert und so ist es im Zuge der Eheschließung der von Agnes und Leopold naheliegend, dass auch die damals 17-jährige Tochter Heilica mit ihrem 37-jährigen Ehemann Friedrich von Pettendorf anlässlich der Eheschließung samt Gefolge in die Stammlande der Babenberger zogen. Leopold herrschte damals – nach seinem Vater Leopold II. – seit 1095 in Gars am Kamp und ab 1113 in Klosterneuburg. Die Verlegung der Residenz der Babenberger vom Waldviertel in den Wienerwald fällt also in diese Zeit. Da der Donauübergang ein großes Risiko darstellte, bot sich der Tumulus an der Wagramkante mit dem hervorragenden Blick als Aussichtswarte und als sogenannter Hausberg an. Es liegt also nahe, dass Leopold, seinem damals ca. 40-jährigen Stief-Schwiegersohn und seinem Gefolge die Aufgabe der Sicherung über die Donau an dieser Stelle übertrug.
Von Gars nach Pettendorf sind es ca. 40 km und von Pettendorf nach Klosterneuburg, über den Donauübergang Tulln und entlang der Donau etwa 36 km. Also liegt der Leeberg etwa in der Mitte dieses Weges. Erhärtet wird diese Annahme auch durch die ca. 350 Meter entfernte Mühle (später Trabauermühle). Eine Mühle die der Versorgung diente, ist immer in der Nähe eines sogenannten Hausberges zu finden. Auch die Anlage eines Dorfes in der typischen Form eines Runddorfes (die gerne von baierischen/fränkischen Landnehmern verwendet wurde) in etwa 550 Meter Entfernung lässt auf einen Zusammenhang schließen. Nach dem Übergang des Regierungssitzes nach Klosterneuburg verlor diese Übersiedlungsstation mit ihrer strategischen Aufgabe bald an Bedeutung und geriet in Vergessenheit. Geblieben ist jedoch der Name Pettendorf.

## Der Leeberg als Teil des Hausleitner Erlebnisweges „Kultur verbindet“
Der Leeberg von Pettendorf wurde im Rahmen der Einrichtung des Hausleitner Erlebniswegs 2014 neu gestaltet. Auf dem Plateau des Hügels wurde ein Kreis von Findlingssteinen errichtet, auf denen Tafeln zeigen, was in der jeweiligen Himmelsrichtung zu sehen ist. Zusätzlich gibt es ein Viscope-Panorama-Fernrohr mit 360-Grad-Rundsicht. Bei dieser neuen Technik gibt es keine Bildvergrößerung, daher ein großes Gesichtsfeld, in das die Namen von ausgewählten Orten und Bergen der näheren und weiteren Umgebung direkt eingeblendet werden. Das Panorama erstreckt sich vom Michelberg über die Wiener Pforte, den Wienerwald, die NÖ Kalkalpen und Tulln bis in die Wachau und das Schmidatal. In der Mitte des Kreises wurde eine große Feuerschale aufgestellt. Dort wird jeweils am Freitag vor oder nach dem Johannistag ein katholisch geprägtes Sonnwendfeuer abgebrannt und durch den Pfarrer der Ort und die Flur gesegnet. Eine neu errichtete Stahltreppe ermöglicht es den Besuchern, den Leeberg zu ersteigen, und eine Sitzgruppe lädt zum Verweilen ein.